# Guten Morgen, liebe Sorgen
Guten Morgen, liebe Sorgen ist ein Lied des deutschen Entertainers Jürgen von der Lippe, das im Jahr 1987 erschien.

## Entstehung und Veröffentlichung
Jürgen von der Lippe (Jürgen Dohrenkamp) schrieb Guten Morgen, liebe Sorgen zusammen mit Wendelin Haverkamp binnen einer Woche. Dohrenkamp zeichnete darüber hinaus, zusammen mit Uwe Bassmeyer und Ulf Krüger, auch für die Produktion verantwortlich.
Die Erstveröffentlichung von Guten Morgen, liebe Sorgen erfolgte als Single bei Teldec im Jahr 1987. Diese erschien als 7″-Single mit einer Liveversion zu Wie wir Männer so sind als B-Seite (Katalognummer: 6.14786). Im gleichen Jahr erschien das Lied als Teil des gleichnamigen Livealbums (Katalognummer: 6.26441 AP).
Jürgen von der Lippe trat mit dem Lied am 16. Juli 1987 in der ZDF-Hitparade auf. Im Folgemonat wurde es vom Publikum auf Platz eins gewählt. Er durfte daher nochmals am 20. August 1987 auftreten, wobei er abermals auf Platz eins landete.

## Inhalt
Das Lied präsentiert in satirischer Form den chaotischen Ablauf eines vermeintlich alltäglichen Morgens. Dabei wird insbesondere der Aberglaube aufgegriffen, dass das Aufstehen mit dem linken Bein Pech für den gesamten Tag bringt. Der Erzähler beschreibt, wie sein Morgen von einer Reihe skurriler und unglücklicher Vorkommnisse geprägt ist – angefangen beim ungewöhnlichen Aufstehen über Missgeschicke im Haushalt bis hin zur Begegnung mit Gott aufgrund eines tödlichen Verkehrsunfalls.

## Chartplatzierungen
Guten Morgen liebe Sorgen stieg am 1. Juni 1987 auf Rang 28 der deutschen Singlecharts ein und erreichte seine beste Platzierung mit Rang drei am 6. Juli und 13. Juli 1987. Die Single platzierte sich 22 Wochen am Stück in den Charts, zehn davon in den Top 10. Zum letzten Mal platzierte es sich in der Chartwoche vom 26. Oktober 1987. Obwohl es nicht die Chartspitze erreichte, war es für einen Zeitraum von 17 Wochen (8. Juni – 4. Oktober 1987) das erfolgreichste deutschsprachige Lied in den Charts. Jürgen von der Lippe löste sich dabei selbst ab, in dem am 11. Oktober 1987 sein Nachfolger Dann ist der Wurm drin der erfolgreichste deutschsprachige Titel in den Charts war. Dies gelang in der Chartgeschichte bis dato nur Caterina Valente (1960) und Gitte Hænning (1963). 1987 belegte Guten Morgen liebe Sorgen Rang elf der deutschen Single-Jahrescharts.
In Österreich platzierte sich das Lied viereinhalb Monate in den Charts und erreichte mit Rang elf seine beste Platzierung.
| ChartsChartplatzierungen | Höchstplatzierung | Wochen/ Monate |
| ------------------------ | ----------------- | -------------- |
| Deutschland (GfK)        | 3 (22 Wo.)        | 22 Wo.         |
| Österreich (Ö3)          | 11 (4,5 Mt.)      | 4,5 Mt.        |

| ChartsJahrescharts (1987) | Platzierung |
| ------------------------- | ----------- |
| Deutschland (GfK)         | 11          |